# Sambo aux Jeux européens de 2015
Navigation
Édition suivante
Le sambo aux Jeux européens de 2015 a lieu au Heydar Aliyev Arena, à Bakou, en Azerbaïdjan, le 22 juin 2015. 8 épreuves sont au programme.

## Médaillés

### Hommes
| Épreuve | Or                 | Argent            | Bronze                                  |
| ------- | ------------------ | ----------------- | --------------------------------------- |
| 57 kg   | Aymergen Atkunov   | Islam Gasumov     | Uladzislau Burdz Vakhtangi Chidrashvili |
| 74 kg   | Stsiapan Papou     | Amil Gasimov      | Kakha Mamulashvili Azamat Sidakov       |
| 90 kg   | Alsim Chernoskulov | Andrei Kazusionak | Davit Karbelashvili Radvilas Matukas    |
| +100 kg | Artem Osipenko     | Vasif Safarbayov  | Yury Rybak Razmik Tonoyan               |

### Femmes
| Épreuve | Or               | Argent            | Bronze                               |
| ------- | ---------------- | ----------------- | ------------------------------------ |
| 52 kg   | Anna Kharitonova | Nazakat Khalilova | Magdalena Varbanova Ruta Aksionova   |
| 60 kg   | Yana Kostenko    | Kalina Stefanova  | Katsiaryna Prakapenka Daniela Hondiu |
| 64 kg   | Tatsiana Matsko  | Olena Sayko       | Sarah Loko Anna Shcherbakova         |
| 68 kg   | Ivana Jandric    | Volha Namazava    | Céline Condé Olga Zakhartsova        |

## Tableau des médailles
| Rang  | Nation      | Or | Argent | Bronze | Total |
| ----- | ----------- | -- | ------ | ------ | ----- |
| 1     | Russie      | 5  |        | 3      | 8     |
| 2     | Biélorussie | 2  | 2      | 3      | 7     |
| 3     | Serbie      | 1  |        |        | 1     |
| 4     | Azerbaïdjan |    | 4      |        | 4     |
| 5     | Bulgarie    |    | 1      | 1      | 2     |
| -     | Ukraine     |    | 1      | 1      | 2     |
| 7     | Géorgie     |    |        | 3      | 3     |
| 8     | Lituanie    |    |        | 2      | 2     |
| -     | France      |    |        | 2      | 2     |
| 10    | Roumanie    |    |        | 1      | 1     |
| Total | Total       | 8  | 8      | 16     | 32    |